# Катьяяна

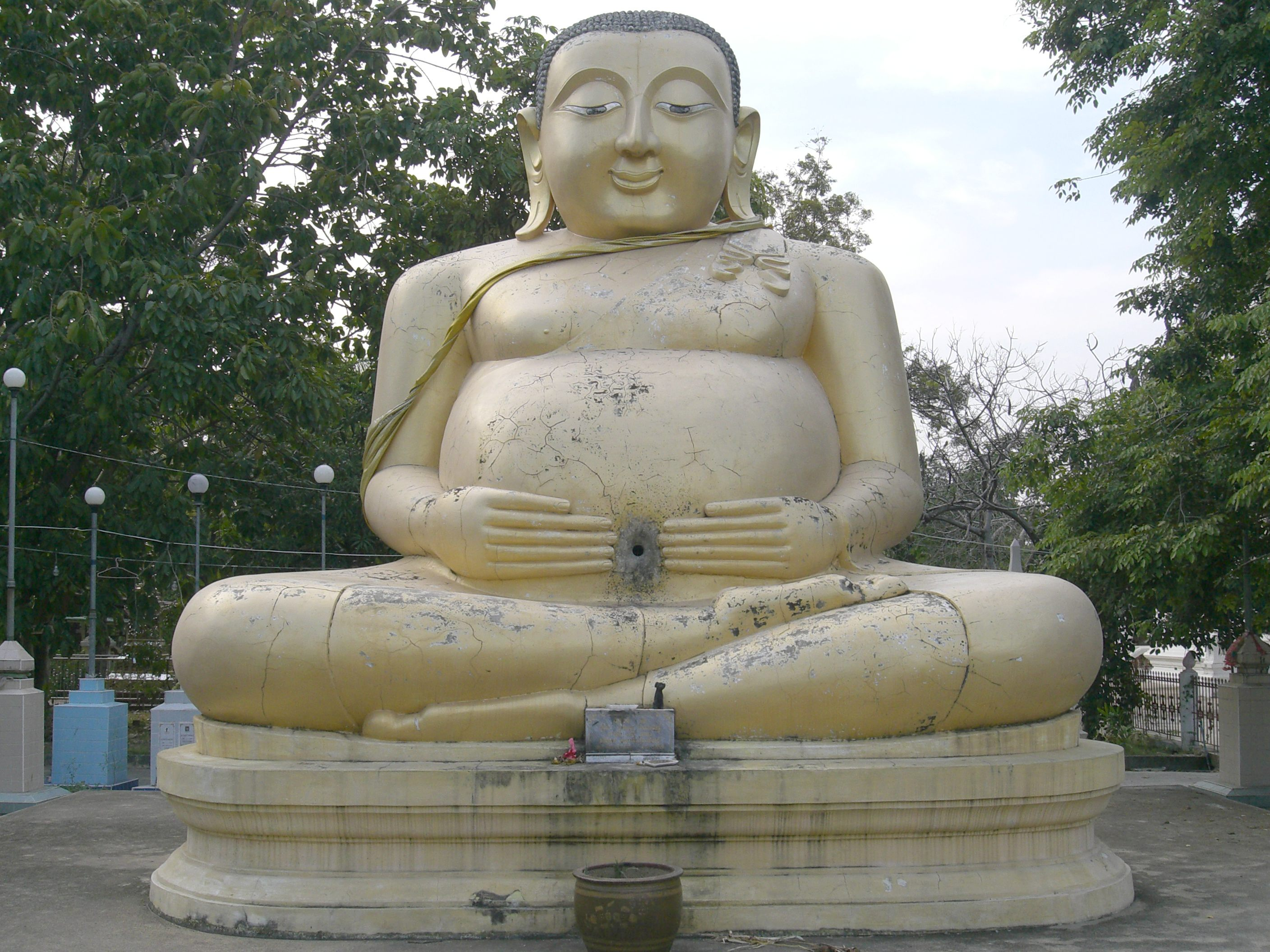
Статуя, изображающая Махакатьяяну в тайской традиции

Махакатьяяна (Великий Катьяяна) — один из десяти основных учеников Будды Шакьямуни. По рождению принадлежал к варне брахманов. Славился собственной учёностью и мастерством вести диспуты с последователями иных религиозных учений. Будда удостоил Махакатьяяну титула того, кто превосходит прочих в умении тщательно анализировать смысл кратких изречений Татхагаты (пали aggam sankhitena bhasitassa vittharena attham vibhajantanam).

## История
Ктьяяна происходил из семьи брахманов. Он родился в Удджайне, столице Аванти. Его отца звали Тиритивачча, а мать Кадима, оба принадлежали к древнему и почитаемому роду Каччаянов. Из-за золотистой кожи ребёнка прозвали Канчаной — «Золотой». Он получил классическое ведическое образование и после смерти отца занял его место священнослужителя при дворе. В те времена правителем Аванти был Паджота Свирепый. Узнав о появлении Будды, он велел своим министрам пригласить его в столицу. Эта миссия была возложена на Катьяяну, который согласился при условии, что после он сможет принять монашество. В сопровождении семерых посланников, он встретил Будду и, выслушав его проповедь, все они достигли архатства. Будда принял их в монахи, подняв руку и произнеся: «Придите, бхикку». Новообращённый Махакатьяяна пригласил Будду проповедовать в Уджени, но тот сказал, что ученик сам способен обучать. Согласно комментариям к «Ангуттаре», на обратном пути монахи в поисках пожертвований остановились в городе Телапанали. Им встретились две девушки. Одна была богата, но облысела из-за болезни, а другая бедна, но обладала роскошными волосами. Решив сделать пожертвования, бедная девушка продала свои волосы богатой и на вырученные деньги накормила монахов. Её волосы тут же отрасли до прежней длины. Махакатьяяна рассказал об этом эпизоде царю Чандаппаджоти. Тот велел привести девушку во дворец и сделал её своей главной женой. Многие жители Аванти обрели веру в Дхарму, а царица выстроила старейшине жилище в Золотой роще. Пример того, как Катьяяна поступал с желающими присоединиться к Сангхе приведён в Махавагге. К старейшине обратился ученик-мирянин Сона Кутиканна, желавший стать монахом. Дважды Махакатьяяна отговаривал его, ссылаясь на тяготы духовного пути, но в третий раз позволил ему отринуть мирскую жизнь (пали pabajja) и провёл первое посвящение, сделав Сону послушником (пали samanera). Для полного рукоположения по правилам требовалось решение не менее 10 монахов. В те времена в Аванти было мало бхикку, поэторму Макакатьяяне удалось сделать Сону полноправным монахом лишь спустя 3 года. Завершив свой первый сезон дождей, Сона отправился к Будде в Саваттхи. Он передал Татхагате просьбу Махакатьяяны о возможном смягчении монашеских правил для Аванти, где жизнь в социальном и географическом отношении отличалась от жизни в центральных областях Индии. Будда обозначил границы Срединных земель, которыми в буддийской традиции называют долину в среднем течении Ганга, и внёс изменения в правила. В частности, для посвящения в бхикку в приграничных территориях стало достаточно пяти монахов, членам общины разрешалось носить обувь с толстой подошвой, часто принимать ванну, укрываться шкурами и получать одеяние за отлучившегося монаха.
В комментариях к Дхаммападе описан один эпизод, связанный с миловидной внешностью Махакатьяяны. Молодой человек по имени Сорея ехал с друзьями на повозке к месту купания. Увидев старейшину, который набрасывал на плечи накидку, собираясь за подаянием, Сорея подумал, что хорошо бы иметь такую жену с золотистой кожей. В тот же момент он превратился в женщину. Поражённый случившимся, бывший молодой человек убежал сломя голову и вскоре добрался до города Таккашилы. Ни друзья, ни родители не смогли его найти и, решив, что он умер, провели по нему похоронный обряд. В городе Сорея, будучи девушкой, вышла замуж и родила двух сыновей, вдобавок к двум сыновьям, которым он приходился отцом. Однажды друг Сореи прибыл в Таккашилу и встретил там Сорею. Тот рассказал о своём превращении. Друг предложил сделать подношение Махакатьяяне и попросить прощения за неблагие мысли. Старейшина простил Сорею и тот сразу же снова стал мужчиной. Двойная метаморфоза сильно повлияла на него, он принял монашеский сан и стал учеником Махакатьяяны.
В комментариях к Мадджхима-никае описан эпизод, произошедший с министром  царя Аджаташатру Вассакарой. Однажды увидев Махакатьяяну, спускавшегося с Коршуньей горы, он сравнил старейшину с обезьяной. Слухи об этом дошли до Будды. Татхагата сказал, что если министр попросит прощения у Махакатьяяны, последствий никаких не будет, в противном случае он переродится обезьяной в роще Раджагахи. Министр был слишком горд, чтобы просить прощения у нищего монаха, но поверил словам Будды и стал готовиться перерождению в животном мире: приказал посадить в Бамбуковой роще новые деревья и поставил охрану для защиты диких животных.
Хотя большую часть жизни Махакатяьяяна провёл в Аванти, согласно суттам Мадджхима-никаи, выступал в роли толкователя Дхармы в Капилавасту, Раджагахе и Саваттхи. В Мадхура сутте МН 84 приведён диалог между Махакатьяяной и царём Матхуры Авантипуттой, в котором старйшина говорит об отсутствии различий между кастами и притязания брахманов «лишь одно из мнений  в этом мире». Поскольку в сутте упоминается паринирвана Будды, можно сделать вывод о том, что Махакатьяяна пережил своего учителя.
Согласно Лотосовой сутре, Будда предсказал, что его ученики Маудгальяяна, Субхути, Махакатьяяна и Махакашьяпа в будущем станут буддами. Махакатьяяна является также автором древнейшей грамматики священного языка пали.

## Толкователь Дхаммы
Главные проповеди Махакатьяяна входят в Самъюта-никаю, Мадджхима-никаю и Ангуттара-никаю. В Мадхупиндика сутте МН 18 говорится о том, как во время медитации Будды в парке Нигродха к нему подошёл шакья Дандапани и заносчиво спросил о преподаваемом учении. Будда ответил, что его учение даёт возможность избежать любых ссор. Озадаченный Дандапани удалился, а Татхагата вечером рассказал о встрече с ним монахам и дал им короткое наставление. Монахи тоже не до конца поняли его слова и обратились за разъяснениями к Махакатьяяне. Тот поведал о шести сферах восприятия и принципе обусловленности. Будде понравилось толкование и он уподобил его сладости типа медовика.
В Махакаччана бхаддекаратта сутте МН 133 одно божество спрашивает монаха Самиддхи, знает ли тот стихотворение «Бхаддекаратта» (тот кто обрёл одну прекрасную ночь). Позднее Будда произносит это стихотворение по просьбе Самиддхи, но монахам остаётся неясна его суть и они просят толкования у Махакатьяяны. Тот поясняет, что не следует воскрешать прошлое или грезить о будущем, но надо утвердиться в настоящем:
Минувшее осталось позади,
А грядущее ещё не наступило...
...Упорно прикладывать усилия
Нужно именно сегодня..Махакаччаяна бхадекаратта сутта МН 133.
В Уддесавибханга сутте МН 138 Махакатьяяна развивает короткие тезисы, данные Буддой, о необходимости предотвращать внешнее отвлечение и внутреннее застревание ума и взволнованность во время исследования феноменов.
В трёх суттах Самъютта-никаи Махакатьяяна, пребывая в Аванти на горе Папата, даёт разъяснение слов Будды его мирскому последователю Халиддакани.
В Кали сутте АН 10.26 по просьбе мирянки Кали, которую в другой сутте Будда признаёт самой выдающейся среди тех, чья вера основана на услышанном, Махакатьяяна даёт разъяснение отрывка «Вопросов девы». В нём повествуется о встрече Будды с дочерьми Мары. А в Дутия адхамма сутте АН 10.172 старейшина растолковывает наставление Будды на основании 10 неблагих и 10 добродетельных поступков.
В Лохичча сутте СН 35.132 рассказано о том, как Махакатьяяна урезонил группу молодых брахманов, учеников отшельника Лохиччи, а также дал проповедь об охране врат чувств самому отшельнику. После чего Лохиччи принял прибежище в Трёх драгоценностях. В Сатама сутте АН 2.38 Махакатьяяна объясняет, что мудрость не равняется старости: старый человек, поглощённый чувственными удовольствиями, — глупый старец, тогда как молодой, отринувший их — мудрый старец.
Махакатьяяна прочёл монахам проповедь о шести объектах для концентрации (пали cha anusatti): Будде, Дхамме, Сангхе, добродетели, нравственности и божествах. Также он прояснил вопрос, обсуждавшийся нескольким  старшими бхикку, о том, когда следует обратиться к монаху, достойному почитания.
В Тхерагатху вошло 8 стихов, авторство которых приписывают Махакатьяяне.
Махакатьяяну считают автором двух сборников комментариев «Петакопадеши» и «Неттиппакараны», а также грамматики палийского языка «Каччаяна Вьякарана».

## Прошлые жизни и мифология
100 000 кальп назад во времена Будды Падумуттары будущий Катьяяна родился в семье богатого домовладельца. Посетив монастырь, он стал свидетелем того, как Будда дарует одному бхикшу титул лучшего монаха. Этот эпизод произвёл большое впечатление на него и он изъявил желание в будущем удостоиться такой чести. Целую неделю он осыпал Будду и Сангху пожертвованиями, а затем Падумуттара, заглянув в будущее, предрёк молодому домохозяину, что во времена Будды Готамы он станет его великим последователем. Согласно одной из сутр Палийского канона, будущий Катьяяна построил Будде каменную ступу, покрытую золотом. В комментариях к Палийскому канону говорится, что родившись в бенаресской семье, после паринирваны Будды Кассапы Катьяяна пожертвовал золотой слиток на возведение статуи Татхагаты и пожелал, чтобы в дальнейших перерождениях у него была золотистая кожа, что и случилось во времена Будды Шакьямуни.
В Дхаммападе есть рассказ о том, как Шакра засвидетельствовал своё почтение Махакатьяяна, когда тот пришёл повидаться с Буддой. Будда пребывал в Саваттхи с учениками, которые собрались для проведения церемонии окончания ретрита в сезон дождей (пали paravarana). Махакатьяяна ещё не прибыл, но старейшины,  сохранили для него место. Увидев, что Махакатьяяны нет, Шакра изъявил желание его увидеть. Когда, наконец, тот прибыл, Шакра крепко обхватил его за лодыжки и сделал ему подношение благовоний и цветов. Некоторые молодые монахи были этим недовольны, решив, что Шакра неравнодушен к старейшине, но Будда урезонил их:
Даже дэвам дорог тот,
Кто управляет своими чувствами...Mahakaccayanatthera Vatthu 94.